# Jeszkówka
Jeszkówka (dawniej niem. Jechken Berg lub Jeschkenberg, po 1945 r. również Jaśkowa Góra) – góra ze szczytem na wysokości 706 m n.p.m. znajdująca się w Masywie Śnieżnika w Sudetach, na terenie Śnieżnickiego Parku Krajobrazowego.

## Geografia
Jeszkówka jest szczytem wznoszącym się na zachodniej krawędzi Masywu Śnieżnika w kierunku zachodnim od Jawora i Jawornickiej Polany, przechodzącej tu w tzw. Muszany Dół. Wznosi się ponad Rów Górnej Nysy i zabudowania wsi Jaworek stromym uskokiem nazywanym Kocurowe Zbocze. Od południa oddziela ją od Zagrodnika krótka, ale głęboko wcięta dolina potoku. Jej północna kulminacja nosi nazwę Modrzewiowa.

## Geologia
Zbudowana jest z gnejsów należących do metamorfiku Lądka i Śnieżnika.

## Turystyka
Żółto znakowana trasa rowerowa prowadzi pod szczytem Jeszkówki z Wodospadu Wilczki do Nowej Wsi.